# 8267 Kiss
8267 Kiss eller 1986 TX3 är en asteroid i huvudbältet som upptäcktes den 4 oktober 1986 av den tjeckiske astronomen Antonín Mrkos vid Kleť-observatoriet i Tjeckien. Den är uppkallad efter den amerikanske biokemisten John Z. Kiss.